# Washington Olivera
Pour les articles homonymes, voir Olivera.
Enrique Washington Olivera Castro, surnommé Trapo, né le 25 juin 1954 à Montevideo en Uruguay, est un joueur de football international uruguayen, qui évoluait au poste d'attaquant.

## Palmarès

### Titres individuels
- Cobreloa 1983 (meilleur buteur du championnat du Chili)

### Titres nationaux
- Cobreloa 1982 (Championnat du Chili)